# Sh2-1
Sh2-1 è una nebulosa a emissione e a riflessione visibile nella costellazione dello Scorpione.
Si osserva nella parte nordoccidentale della costellazione, associato al gruppo di stelle che costituiscono la "testa" dello Scorpione; invisibile con piccoli strumenti amatoriali, diventa facilmente visibile nelle foto a lunga posa che riprendono il campo stellare attorno alla stella π Scorpii, una delle più meridionali del gruppo. La sua posizione nell'emisfero australe fa sì che dalle latitudini boreali appaia relativamente poco alta sull'orizzonte meridionale, ad eccezione della fascia tropicale. Il periodo più indicato per la sua osservazione nel cielo della sera ricade fra maggio e settembre.
Sh2-1 è una grande nebulosa che riflette la radiazione azzurra della sua stella eccitatrice, π Scorpii; questa stella produce anche un fronte di ionizzazione che fa brillare la nube anche in maniera autonoma. La nube mostra un aspetto allungato e filamentoso ed è parte di ciò che resta della grande nube molecolare da cui si è formata l'associazione di Antares (Sco OB2), una brillante associazione OB comprendente le stelle azzurre situate a nord dello Scorpione, facente a sua volta parte della grande Associazione Scorpius-Centaurus, l'associazione  OB più vicina al sistema solare. La parte più a contatto con la stella, di aspetto uniforme, è nota come vdB 99. La massa di idrogeno molecolare contenuta in Sh2-1 è pari a circa 50 M⊙, mentre la distanza, coerentemente con quella media dell'associazione Sco OB2, è stimata attorno ai 200 parsec (circa 650 anni luce).